# Лоренц фон Штайн
Ло́ренц фон Шта́йн (* 18 листопада 1815 Еккенфьорде — † 23 вересня 1890, Гадерсдорф під Віднем) німецько-австрійський правознавець, економіст та соціолог; автор поняття соціальна держава.
У 1835—1839 роках вивчав філософію та право в єнському та кільському університетах. Після захисту докторської дисертації в Кілі, був до 1846 р. викладачем, доцентом кафедри політичних наук. З 1855 р. був професором політичної економії в Віденському університеті, де пропрацював 30 років.

## Основні праці (вибірково)
- Geschichte der sozialen Bewegung in Frankreich von 1789 bis auf unsre Tage, Leipz. 1850, 3 Bde.
- Französische Staats— und Rechtsgeschichte, Basel 1846-48, 3 Bde.
- System der Staatswissenschaft, Bd. 1: Statistik etc., Basel 1852; Bd. 2: Gesellschaftslehre, Basel 1857
- Die neue Gestaltung der Geld- und Kreditverhältnisse in Österreich, Wien 1855
- Lehrbuch der Volkswirtschaft, Wien 1858; 3. Aufl. als «Lehrbuch der Nationalökonomie», 3. Aufl. 1887
- Lehrbuch der Finanzwissenschaft, Leipzig 1860; 5. Aufl. 1885-86, 4 Bde.
- Verwaltungslehre, Stuttgart 1865-84, 8 Bde. (Gilt als bedeutendstes Werk, eine umfassende, nicht zum Abschluss gelangte Behandlung desjenigen Gegenstandes, den man sonst als Polizeiwissenschaft zu behandeln pflegt.)
- Handbuch der Verwaltungslehre Stuttgart 1870; 3. Aufl. 1889, 3 Bde.